# Selecție naturală
Selecția naturală este mecanismul fundamental al evoluției ființelor vii (plante, animale, bacterii, fungi), care constă în șanse inegale ale indivizilor la reproducere cu succes și propagarea genelor sale, în dependență de însușirile organismului, dictate de acele gene, care îl fac pe acesta mai mult sau mai puțin adaptat la mediul său. Teoria selecției naturale a fost elaborată de Edward Blyth și sistematizată apoi de Charles Darwin, în cartea sa "Originea Speciilor" (en: "On the Origin of Species"). Conform teoriei evoluției prin selecția naturală, natura produce spontan variații: 
- dăunătoare,
- indiferente,
- avantajoase.

Variațiile avantajoase sunt selectate prin acest mecanism și sunt propagate la urmași. Variațiile dăunătoare se propagă la mult mai puțini indivizi, sau dispar complet. Varietățile se conturează ca specii în curs de formare. În populațiile mici se manifestă efectul Sewall Wright sau driftul genetic, supraviețuirea urmând legile întâmplării.

## Subiectul selecției
Savanții au formulat diferite considerații referitoare la subiectul selecției naturale: cine este selectat și conform trăsăturilor cărui individ.
- Selecția grupului afirmă că un anumit grup de indivizi tinde să apere interesele grupului, iar avantajele individului se împart la tot grupul. Exemple de astfel de selecție reprezintă grupurile de animale sociale. O colonie de albine lucrează împreună, iar indivizii se sacrifică pentru binele grupului. Astfel este selectat grupul în care indivizii au mai multe trăsături avantajoase față de alt grup (printre care și trăsăturile care influențează colaborarea).[1] Prin selecția grupului evoluția ar duce la comportament absolut altruist care are ca scop beneficiul grupului. Lacunele acestei ipoteze se ivesc atunci când se cercetează alte forme de viață, care nu au comportament social, sau când se observă comportament agresiv între membrii unui grup.
- Selecția indivizilor afirmă că fiecare individ este independent. În acest context, supraviețuirea și propagarea genelor sale depinde doar de trăsăturile proprii, prin urmare evoluția prin selecție naturală are ca scop îmbunătățirea doar a individului.
- Selecția genelor, cea mai populară teorie, popularizată de Richard Dawkins în cartea sa "The Selfish Gene⁠(d)", afirmă că unica urmare directă a selecției naturale este selecția și propagarea pe scară cât mai largă a acelor gene care dau un avantaj mai mare. Teoria aceasta explică comportamentul albinelor sterile care se sinucid pentru apărarea reginei, deoarece astfel genele sale vor fi propagate prin regină. La fel explică și comportamentul păsărilor, puii cărora deseori ucid pe cel mai slab din ei, deoarece astfel se maximizează șansele la supraviețuirea celor puternici și la propagarea acelor gene mai departe. Se explică și comportamentul uman, care demonstrează o atitudine diferită față de rude decât față de străini, deoarece rudele apropiate au un set de gene similar. Merită de menționat că urmarea evoluției prin selecția naturală a genelor nu sunt indivizi care trăiesc mult și sănătos, ci indivizi care trăiesc suficient pentru a se reproduce cu succes, cu cât mai mulți urmași posibil, care primesc genele fără alterații.

## Selecția naturală și evoluția
Motorul evoluției prin selecție naturală, metaforic vorbind, poate fi considerată mutația la nivel de ADN. În timpul meiozei (în cazul reproducerii sexuate) sau mitozei (în cazul reproducerii asexuate), ADN-ul din celula rezultantă poate fi modificat, prin mutații somatice, sau gametice. Deși probabilitatea transmiterii unei mutații noi este mică, astfel de evenimente totuși se produc. În rezultat, organismul nou are informație genetică nouă, care nu este prezentă la nimeni altcineva. Și nu e vorba doar de combinație unică de gene, ci de o genă nouă, obținută prin modificarea prin mutație a unei gene vechi. Segmentul respectiv de ADN poate fi responsabil de orice funcție sau de nici una. De exemplu el producea o anumită proteină, iar după această mutație nu mai produce. Astfel de mutații recente există în mulți oameni, dar din cauza că poate să nu fie o genă dominantă aceasta nu se manifestă. Exemple de mutații recente:
- Mutația Δ32 a genei CCR5. Gena CCR5 răspunde de producerea proteinei cu același nume, care se află la suprafața globulelor albe (leucocitelor). Această proteină este folosită de ciuma bubonică pentru a intra în leucocită și pentru a fi transportată în nodurile limfatice, cauzând simptomele specifice, apoi moartea. Același mecanism e folosit de virusul HIV, pentru a acapara leucocitele, și a le reprograma pentru a produce noi virusuri, și cauzând ulterior SIDA. Mutația Δ32 a apărut în Italia în timpul când ciuma bubonică a venit în Europa, și, din cauza că individul cu această mutație nu putea fi infectat, sau rezista mult mai bine la această boală, pe acest principiu s-a produs selecția naturală, iar acum până la 18,2 % din populația din Europa este purtătoarea acestei mutații.[2] Persoanele cu două copii ale acestei mutații nu se pot molipsi cu HIV.
- Hemofilia este o mutație la o genă în cromozomul X (cromozomul sexual feminin) care răspunde de producerea proteinelor necesare pentru coagularea sângelui. Din cauza că femeile pot fi purtătoare ale acestei mutații fără a arăta vreun simptom, această mutație este până acum purtată de o parte mică de populație și transmisă la băieți.
- Persistența Lactazei. Lactaza este o enzimă care prelucrează lactoza. Toate mamiferele o secretă în timp ce sunt alăptate. După alăptare, individul nu mai produce această enzimă. Persistența lactazei la om însă este o mutație apărută aproximativ 10 mii de ani în urmă, care nu oprește secreția acestei enzime. Astfel oamenii, chiar și fiind adulți, pot consuma lapte.[3] Această mutație s-a propagat deoarece laptele e o sursă de lichid sterilă. Șansele de a fi infectat prin lapte sunt mult mai mici decât șansele de a fi infectat prin apa din lacuri/râuri. Iar în călătorii lungi laptele servește și ca sursă de hrană. Ochiul persoanei care suferă de albinism

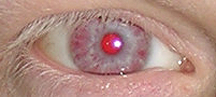
Ochiul persoanei care suferă de albinism

- Albinismul - este prezent la indivizii care au două copii mutate ale genei responsabile pentru producerea melaninei - pigment prezent în iris, în păr și pe piele. Persoana care suferă de albinism are pielea albă/roz, ochii roz, părul alb. Persoanele suferă deoarece sunt mult mai sensibile la soare, ceea ce reprezintă un dezavantaj în regiunile iluminate de soare puternic.

Printre aceste mutații sunt enumerate unele care dau un avantaj, iar altele care dau dezavantaj. Mutațiile care dau un dezavantaj fiecărui purtător, cu un efect dezastruos, nu sunt propagate deoarece individul nu supraviețuiește până la maturitate sau nu e ales de partener sexual pentru reproducere. Însă la apariția unei mutații avantajoase șansele individului de a-și propaga genele cresc substanțial și noua genă se propagă la mai mulți.
Prin acest motor, organismele pot să se adapteze în doar câteva generații la condiții noi, iar adaptarea să se transmită ereditar. Pe o durată mare adaptările se acumulează și crește diferența față de trăsăturile originale.

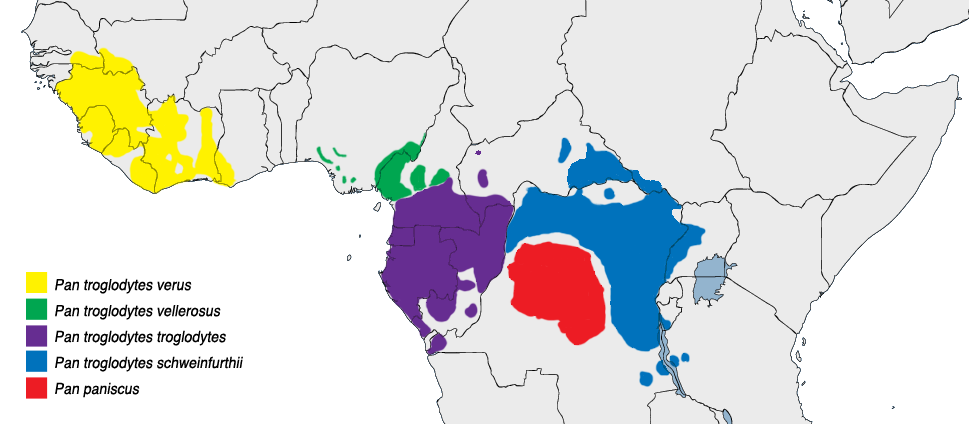
Arealul ocupat de bonobo (Roșu) și de cimpanzei, separat de fluviul Congo

Apariția unei specii noi se produce când o populație este separată de restul speciei pe o perioadă suficient de lungă încât adaptările, diferite de adaptările din populația principală, să se acumuleze și să formeze diferențe suficiente față de populația de bază. Exemple de astfel de scenarii:
- Bonobo separați de cimpanzei de fluviul Congo, au evoluat ca specie separată.
- Salamandrele din California, care s-au răspândit spre sud, ocolind deșertul prin 2 direcții diferite, când s-au întâlnit pe partea cealaltă erau deja prea diferite încât să poată să se reproducă între ei. Cu toate că indivizii din oricare 2 regiuni adiacente se pot reproduce între ei, la punctul de întâlnire pe partea cealaltă de deșert populațiile sunt deja prea diferite.

## Selecția naturală, evoluția și religia
O ramură a comunității religioase consideră că textele religioase reflectă istoria cu exactitate, ceea ce intră în conflict cu știința despre originea diversității formelor de viață. Cu toate că această comunitate, în majoritate, admite fenomenul "selecția naturală" și admite apariția și propagarea modificărilor în codul genetic (adaptări), ei refuză să admită că aceste adaptări pot să se acumuleze, deși n-a fost ilustrat niciun mecanism care ar împiedica acea acumulare. Printre argumentele cel mai des circulate sunt:
- Constatare: Lipsa cazurilor observate de apariție a speciilor noi. Realitate: Începând cu călătoriile lui Charles Darwin pe corabia "Beagle" au fost documentate cazuri când specii noi au apărut recent. Iguanele nicăieri nu înoată, în afară de tinerele insule Galapagos. Sau mai recent: Șopârla Anolis a fost introdusă în 1983 pe câteva insule din Marea Caraibelor, unde nu exista nici o populație de șopârle până la aceasta. Timp de 14 ani, pe fiecare insulă s-au format specii diferite de șopârle. Cazuri similare sunt foarte multe, printre care peștii din lacul Nagubago, moliile din Londra, șoarecii de pe insulele Feroe etc.
- Constatare: Lipsesc dovezi paleontologice. Realitate: fiecare fosilă în straturile geologice este plasată neapărat deasupra fosilelor mai vechi. Vechimea este determinată folosind radioizotopi. Fosilele găsite arată similar din diferite timpuri, observându-se dezvoltarea trăsăturilor în timp.
- Constatare: Mutațiile sunt dăunătoare sau distructive. Informație nouă nu apare de nicăieri. Realitate: În exemplele de mai sus sunt prezentate doar câteva din foarte multe cazuri care neagă această constatare. Mutații sunt de 3 tipuri: de adiție, de ștergere și de modificare.

Evoluția prin selecția naturală se produce. Există consens absolut în lumea științifică referitor la acest fapt. Unicul subiect pus la discuție este dacă diversitatea vieții pe pământ se datorează acestui fapt. Dovezile copleșitoare în sprijinul acestui fapt însă i-a convins pe 97 % din savanții lumii să admită aceasta ca fiind o realitate.
Cu toate acestea, evoluția prin selecția naturală este o teorie șiințifică care explică diversitatea vieții pe pământ. Ea nu se referă la apariția vieții, și nu se referă la comportamentul planetelor sau a universului. Această teorie nu se referă la religie, și intră în conflict doar cu interpretarea literală a textelor religioase care se referă la originea speciilor.